# Tony Gibb
Anthony „Tony“ Gibb (* 12. Juli 1976 in Stanmore, London Borough of Harrow) ist ein britischer Bahn- und Straßenradrennfahrer.
Tony Gibb wurde im Jahr 2000 zum ersten Mal britischer Meister im Scratch und im Madison mit James Taylor. Im nächsten Jahr verteidigten die beiden Fahrer ihren Titel im Madison, und Gibb wurde auch nationaler Meister im Punktefahren. 2002 gewann er bei den Bahn-Radweltmeisterschaften in Ballerup die Silbermedaille im Scratch. Bei den Commonwealth Games in Manchester sicherte er sich die Bronzemedaille in selbiger Disziplin. Im Jahr darauf gewann er zusammen mit Scott McGrory das Sechstagerennen in Turin. In den Jahren 2004 bis 2006 wurde er erneut britischer Meister im Madison mit James Taylor.
Auf der Straße gewann Tony Gibb 2001, 2002, 2004 und 2008 das Eddie Soens Memorial. In der Saison 2003 war er auf dem zweiten Teilstück der Girvan Three Days erfolgreich. 2005 gewann er die Eintagesrennen Jock Wadley Memorial, Bill Temme Memorial Meeting, Chris Ibbotson Memorial und den Fred Cowley Gizmono Grand Prix. In der Saison 2007 gewann er erneut eine Etappe bei den Girvan Three Days. Seit 2010 hat Gibb keinen Vertrag mehr bei einer Mannschaft, bestreitet aber weiterhin heimische Rennen.

## Erfolge – Bahn
2000
- Britischer Meister – Punktefahren
- Britischer Meister – Madison (mit James Taylor)

2001
- Britischer Meister – Madison (mit James Taylor)
- Britischer Meister – Scratch

2004
- Britischer Meister – Madison (mit James Taylor)

2005
- Britischer Meister – Madison (mit James Taylor)

2006
- Britischer Meister – Madison (mit James Taylor)

2007
- Britischer Meister – Steher

## Teams
- 2005 Driving Force Logistics (bis 28.04.)

- 2007 Plowman Craven-Evans
- 2008 Plowman Craven Racing Team
- 2009 Plowman Craven-Madison